# Chopjor
Chopjor (rusky Хопёр) je řeka v Penzenské, Saratovské, Voroněžské a Volgogradské oblasti v Rusku. Je 979 km dlouhá. Povodí má rozlohu 61 100 km².

## Průběh toku
Pramení v Povolžské vrchovině a protéká kopcovitou krajinou. Ústí zleva do Donu.

## Vodní režim
Zdrojem vody jsou převážně sněhové srážky. Průměrný průtok vody ve vzdálenosti 45 km od ústí činí 150 m³/s a maximální 2720 m³/s. Zamrzá v listopadu až v prosinci a v některých letech až v první polovině ledna a rozmrzá na konci března až v dubnu. Od dubna do května dosahuje řeka nejvyšších vodních stavů.

### Přítoky
- zleva – Serdoba, Buzuluk
- zprava – Karaj, Vorona, Savala

## Využití
Řeka se využívá k zásobování vodou. Vodní doprava je možná od Novochopjorsku v délce 323 km. Na řece leží města Balašov, Novochopjorsk, Urjupinsk. V údolí kolem dolního toku řeku byla vyhlášena Chopjorská rezervace.